# Ben Adams
Benjamin Edward Stephen "Ben" Adams, född 22 november 1981 i Ascot i Storbritannien, är en brittisk sångare och låtskrivare. Han utgör tillsammans med Gaute Ormåsen musikduon Subwoolfer. Duon representerade Norge i Eurovision Song Contest 2022 i Turin med bidraget "Give That Wolf a Banana", som slutade på tiondeplats i finalen. Han är även känd som medlem i det brittisk-norska pojkbandet A1.
Adams har utöver sitt eget artisteri skrivit och producerat låtar till andra artister och grupper, såsom Robin Thicke, Craig David, JLS, Sam Bailey, Amelia Lily, Markus Feehily, Union J och Alexandra Burke med flera. År 2012 deltog han i den åttonde säsongen av TV-programmet Skal vi danse? (den norska motsvarigheten till Let's Dance), där han hade Tone Jacobsen som danspartner. Han slutade där på en andraplats.